# 카이키 시우바 호샤
카이키 시우바 호샤(포르투갈어: Caíque Silva Rocha, 1987년 1월 10일 ~ )는 브라질의 축구 선수로서, 포지션은 미드필더 및 공격수이다. 현재 고이아스 소속으로 활약하고 있다. K리그 시절 등록명은 까이끼였다.

## 축구인 경력

### 선수 경력
2007년 비토리아 소속으로 프로 무대에 데뷔하였으나 2009년까지 이렇다 할 활약을 펼치지 못한 채 여러 팀을 떠돌다 구아라니로 이적하였다. 과라니의 주전 선수로 활약하며 세리에 A 승격에 공헌한 후 바스쿠 다 가마의 러브콜을 받고 바스쿠로 이적하였다.
2012년 경남 FC로 임대 이적하여 41경기 출장하였고, 12득점 7도움을 기록하였다.
2013년 울산 현대와 3년 계약을 체결하였으나, 시즌 초반에 부상을 입어 많은 경기에 출전하지 못했고, 시즌 후반기에 18경기 출전하여 3득점 4도움을 기록하였다.
하지만, 2014 시즌이 시작된 후에도 부진이 계속되었고 결국 여름 이적 시장에 이장수 감독이 이끄는 중국 리그의 청두 티옌청으로 임대 이적하였다.